# بگذار دوباره به رؤیا بروم
بگذار دوباره به رؤیا بروم (انگلیسی: Let Me Dream Again) عنوان فیلم کوتاه و صامت بریتانیایی است که در سال ۱۹۰۰ ساخته شد. کارگردان این فیلم کمدی جرج آلبرت اسمیت است.

## ماجرا
مردی در خواب به دیدار زنی زیبا می‌رود و بعد ناگهان کنار همسرش از خواب بیدار می‌شود.